# 小行星9439
小行星9439（英語：9439）是一颗围绕太阳公转的小行星。1997年3月10日，林肯近地小行星研究小组在索科罗发现了此天体。
这颗小行星的绝对星等为326.67124等。